# 乙馬氏
乙馬氏は、室町時代後期から戦国時代にかけて騎馬で供奉した一族の名前。読み方はおつま、おとま、おつうま、おとうまなど諸説あるが、現在では、おつま、おとま、と読むことが多い。
同じ騎馬一族の姓では乙馬の他に七馬、葛馬、八馬、辰馬（現辰馬本家酒造）、他太郎馬、小上馬、万馬、六馬、一馬などがある。

## 歴史
乙馬家は、摂津国西宮村の発足と同時に出来た姓である。戦国時代、安土桃山時代、慶長、元和、寛永までは西宮市臨済宗東福寺派如意寺過去帳で確認出来る。寛永以降から現在までは他寺で記されている。文禄4年（1595年）以前の家系図などは不明である。西宮神社成立後、兵庫岬（輪田岬）へ御神幸をお迎えして西宮神社:「えびす総本社」（西宮のえべっさん）・廣田神社に御祭りする御祭日（夏祭御神幸）に騎馬で御供奉するのが乙馬家の役目であった。播磨国明石藩主　小笠原忠真とも懇意であった。
乙馬の姓を平成に引き継ぐ方は少なく、西宮市、宝塚市、岸和田市、堺市、他市で数件ずつ確認できる。

## その他
「おとま屋」という屋号で祭礼小物の店を扱う店が岸和田市にある。